# Christian August (Solms-Laubach)

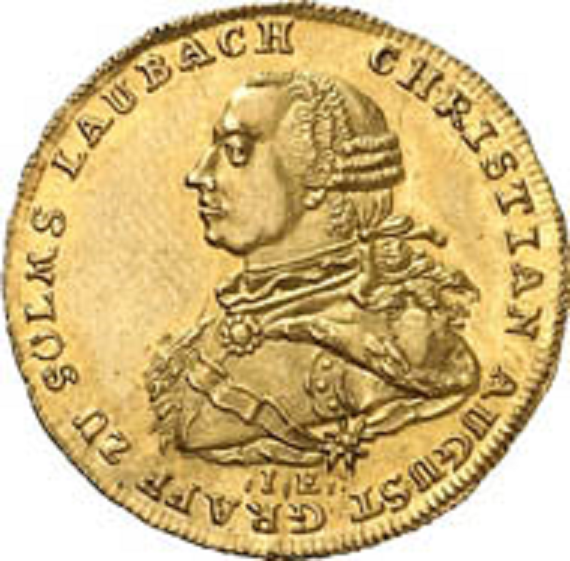
Dukat mit dem Bildnis des Grafen (1761)

Christian August zu Solms-Laubach (* 1. August 1714 in Wetzlar; † 20. Februar 1784 in Laubach) war ein regierender Reichsgraf zu Solms-Laubach. 

## Leben
Christian August war zweitgeborener Sohn des Grafen, Reichshofrats, evangelischen Reichskammergerichtspräsidenten und kaiserlichen Geheimen Rats Friedrich Ernst zu Solms-Laubach († 1723) und der Friederike Charlotte Gräfin zu Stolberg-Gedern († 1739), Schwester des Fürsten Friedrich Carl zu Stolberg-Gedern. Er folgte seinem jung verstorbenen älteren Bruder Friedrich Magnus (* 21. November 1711 in Wetzlar; † 17. August 1738 in Laubach an Gallenfieber) in der Regierung.
Graf Christian August, Ritter des königlich schwedischen Seraphinordens, war reichsunmittelbarer Landesherr und kaiserlicher Wirklicher Geheimer Rat. Der passionierte Münzensammler, dessen Vorfahr Reinhard zu Solms von Kaiser Karl V. 1552 das Münzrecht erhalten hatte, ließ sein Geschlecht durch prachtvolle, barocke Großsilbermünzen feiern, die er aus Anlass der verschiedenen fürstlichen Ereignisse (Heirat, Geburt und Tod, Vorfahren und Nachkommen) prägen ließ.
Nach dem Tod (am 15. April 1754) seines ersten Schwiegervaters, des Fürsten Wolfgang Ernst I. zu Isenburg und Büdingen in Birstein, der Direktor des Wetterauischen Grafenkollegiums war, wurde Christian August zu dessen Amtsnachfolger ernannt. Er bekleidete das Amt des Direktors bis 1767. Sein direkter Nachfolger darin wurde dann Fürst Wolfgang Ernst II. zu Isenburg und Büdingen in Birstein, der ein Neffe von Christian Augusts erster Gemahlin und Cousin der Gemahlin von Christian Augusts Sohn, des Erbgrafen Georg August Wilhelm, war.
Nach dem frühen Tod seines Sohnes (1772), des herzoglich braunschweigischen Gardeobersten und Generaladjutanten Georg August Wilhelm (* 1743), folgte sein Enkel, Erbgraf Friedrich zu Solms-Laubach, 1784 dem Großvater in der Regierung, zunächst unter der Vormundschaft seiner Mutter Elisabeth Charlotte Ferdinande, einer geborenen Prinzessin zu Isenburg (1753–1829).

## Familie

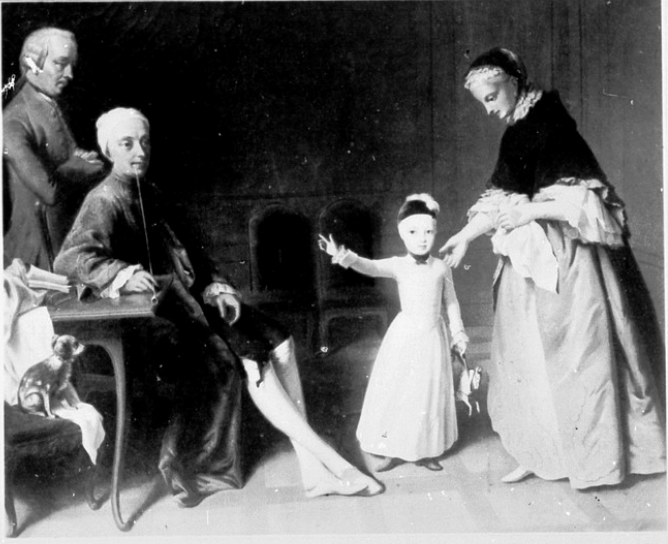
Christian August zu Solms-Laubach mit dem kleinen Sohn seiner Tochter, dem späteren Fürsten Wilhelm zu Solms-Braunfels, sowie Kammerdiener Bernard und Frau von Dietzer, Gemälde von Anton Wilhelm Tischbein (1762)

1. Ehe: Vermählung am 27. Dezember 1738 in Birstein mit Elisabeth Amalie Prinzessin zu Isenburg-Büdingen in Birstein (* Birstein 20. November 1714; † Laubach 22. November 1748; begraben ebendort), Tochter des Grafen (seit 1744 Fürsten) Wolfgang Ernst I. zu Isenburg-Büdingen († 1754), Direktor des Wetterauischen Grafenkollegiums; Kinder dieser Ehe:
- Friedrich Ernst Karl (* 25. Juli 1740 in Laubach; † 14. Mai 1759 in Laubach)
- Sophie Christine Wilhelmine (* 29. August 1741 in Laubach; † 15. November 1772 in Braunfels) ⚭ zu Laubach 24. August 1756 mit Fürst Friedrich Wilhelm Ernst zu Solms-Braunfels († 1783)
- Georg August Wilhelm (* 9. August 1743 in Laubach; † 1. August 1772 in Laubach) ⚭ zu Büdingen am 2. November 1767 Prinzessin Elisabeth Charlotte zu Isenburg-Büdingen in Birstein (* 24. Januar 1753 in Büdingen; † 16. Dezember 1829 in Utphe), Tochter des Prinzen Friedrich Ernst zu Isenburg und Büdingen (* 1709)[5] Aus dieser Ehe der Erbgraf und nachmals regierende Graf Friedrich zu Solms-Laubach (* 29. August 1769 in Laubach; † 24. Februar 1822 in Köln)
- Maria Theresia, Kanonissin im Stift Gandersheim (* 26. März 1747 in Laubach; † 14. April 1817)

2. Ehe: Vermählung am 11. Februar 1751 in Langenstein mit Karoline Amalie Prinzessin von Nassau-Siegen (* 26. November 1715 in Siegen; † 10. August 1752 in Laubach im Kindbett), Tochter des Fürsten Friedrich Wilhelm I. Adolf zu Nassau-Siegen. Kind dieser Ehe:
- Totgeborene Tochter (*/† 9. August 1752)[6]

3. Ehe: Vermählung am 28. Oktober 1753 in Laubach mit Dorothea Wilhelmine (von) Bötticher, Gräfin von Löwensee (* 7. Februar 1725; † 25. August 1754 in Laubach (im Kindbett); begraben ebendort), Tochter des sachsen-weißenfelsischen Hof- und Justizrats Ernst Zacharias (von) Bötticher. Sie war vormals Gouvernante der jungen Laubacher Comtessen. Kind dieser Ehe:
- Christiane Luise (* 7. August 1754 in Laubach; † 3. März 1815), begraben zu Würzburg; ⚭ zu Laubach am 19. Dezember 1787 mit dem seit 1785 geschiedenen Prinzen Friedrich Karl Ludwig zu Hohenlohe-Kirchberg (1751–1791), dem Vater des späteren Fürsten Karl Friedrich Ludwig zu Hohenlohe-Kirchberg (aus erster Ehe).